# Савой, Рауль
Рауль Савой (фр. Raoul Savoy; 18 мая 1973, Сент-Круа, Во) — швейцарский и испанский футбольный тренер.

## Биография
На профессиональном уровне футболом не занимался. Свою основную часть тренерской карьеры Рауль Савой провел в Африке. Первым его клубом был камерунский «Тоннер». Затем он несколько лет проработал в Марокко и Алжире. Швейцарец неоднократно возглавлял африканские национальные команды. Он был главным тренером сборных Свазиленда и Центральной Африканской Республики.
На родине специалист некоторое время трудился с «Ксамаксом», второй командой «Сьона» и «Монте».
В мае 2015 года Савой был назначен на пост главного тренера сборной Гамбии. Однако под его руководством команда не выиграла ни в одном матче. В конце года швейцарец покинул свой пост. Его уход многие связывали с наличием конфликтов внутри команды и ссорой наставника с футболистом «Суонси Сити» Моду Барроу. Однако вскоре сам Савой опровергнул подобные слухи.
Савой владеет английским, испанским, французским, итальянским, немецким языками.